# Marantaceae
Le Marantacee (Marantaceae R.Br., 1814) sono una famiglia di piante angiosperme monocotiledoni dell'ordine Zingiberales.

## Tassonomia
La famiglia comprende i seguenti generi:
- Afrocalathea K.Schum.
- Calathea G.Mey.
- Ctenanthe Eichler
- Donax Lour.
- Goeppertia Nees
- Halopegia K.Schum.
- Haumania J.Léonard
- Hylaeanthe A.M.E.Jonker & Jonker
- Hypselodelphys (K.Schum.) Milne-Redh.
- Indianthus Suksathan & Borchs.
- Ischnosiphon Körn.
- Koernickanthe L.Andersson
- Maranta Plum. ex L.
- Marantochloa Brongn. ex Gris
- Megaphrynium Milne-Redh.
- Monophyllanthe K.Schum.
- Monotagma K.Schum.
- Myrosma L.f.
- Phrynium Willd.
- Pleiostachya K.Schum.
- Sanblasia L.Andersson
- Saranthe (Regel & Körn.) Eichler
- Sarcophrynium K.Schum.
- Schumannianthus Gagnep.
- Stachyphrynium K.Schum.
- Stromanthe Sond.
- Thalia L.
- Thaumatococcus Benth.
- Trachyphrynium Benth.

## Usi
La specie più nota di questa famiglia è Maranta arundinacea, pianta originaria dei Caraibi, coltivata, oltre che nei Caraibi, anche nell'Australasia e nell'Africa subsahariana per l'amido facilmente digeribile prodotto dal suo rizoma.

Molte specie del genere Calathea sono coltivate come piante ornamentali da appartamento per le loro grandi foglie che possono essere variegate, bianche o rosa.